# گاه‌شماری (فیلم ۱۹۴۸)
گاه‌شماری (انگلیسی: The Calendar) فیلمی در ژانر درام است که در سال ۱۹۴۸ منتشر شد.